# Qilakitsoq - De grønlandske mumier
Qilakitsoq - De grønlandske mumier er en dansk dokumentarfilm.